# قرة بابا (أوجان الشرقي)
قرة بابا (بالفارسية: قره‌بابا) هي منطقة سكنية تقع في إيران في قسم أوجان الشرقي الريفي. يقدر عدد سكانها بـ 2,472 نسمة .